# Teoria lunar
La teoria lunar intenta seguir dels moviments de la Lluna. Hi ha moltes irregularitats (o pertorbacions) en el moviment de la Lluna, i s'han proposat diverses respostes a aquests moviments. Després de segles de ser problemàtic, els moviments lunars són avui dia modelats amb un molt alt grau de precisió.
La teoria lunar inclou:
- el fons de la teoria general; incloent tècniques matemàtiques utilitzades per analitzar el moviment de la Lluna i per generar fórmules i algorismes per predir els seus moviments; i també
- fórmules quantitatives, algoritmes i diagrames geomètrics que es poden utilitzar per calcular la posició de la Lluna durant un temps donat; sovint amb l'ajuda de taules basades en els algorismes.

La teoria lunar té una història de més de 2000 anys d'investigació. Els seus desenvolupaments més moderns s'han utilitzat en els últims tres segles amb fins científics i tecnològics fonamentals, i estan sent utilitzats d'aquesta manera.

## Aplicacions
Les aplicacions de la teoria lunar han inclòs el següent:-
- Al segle xviii, la comparació entre la teoria lunar i l'observació ha estat emprada per a provar la llei de la gravitació universal de Newton amb el moviment de l'apogeu lunar.
- Als segles xviii i xix, les taules de navegació basades en la teoria lunar, inicialment al Nautical Almanac, van ser molt usats per a la determinació de la longitud del mar per part del mètode de distàncies lunars.
- A principis del segle xx, la comparació entre la teoria lunar i l'observació es va utilitzar en una altra prova de la teoria gravitacional, per provar (i descartar) el suggeriment de Simon Newcomb que una coneguda discrepància al moviment del periheli de Mercuri podria explicar-se per un ajust fraccionat de la potència -2 en la llei quadrada inversa de Newton de la gravitació[1] (la discrepància va ser posteriorment explicada amb èxit per la teoria de la relativitat general).
- A mitjans del segle xx, abans del desenvolupament dels rellotges atòmics, la teoria lunar i l'observació es van usar en combinació per implementar una escala de temps astronòmica (temps d'efemèrides) lliure de les irregularitats del temps solar mitjà.
- A finals del segle XX i principis del XXI, els desenvolupaments moderns de la teoria lunar s'estan utilitzant a la sèrie de models del sistema solar de la Jet Propulsion Laboratory Development Ephemeris, en conjunció amb les observacions d'alta precisió, per posar a prova l'exactitud de les relacions físiques associades amb la teoria de la relativitat general, incloent el principi d'equivalència fort, gravitació relativista, precessió geodèsica, i la constància de la constant de la gravitació.[2]

## Història
La Lluna s'ha observat durant mil·lennis. Al llarg d'aquestes edats, s'han aconseguit diversos nivells d'atenció i precisió, segons les tècniques d'observació disponibles de cada època. Hi ha una llarga història de teories lunars: s'estén des dels temps dels astrònoms babilònics i grecs, fins a l'actual làser lunar.
Entre els astrònoms i matemàtics notables al llarg dels segles, els noms estan associats amb les teories lunars, alguns dels quals són --
- Babiloni/Caldeà:- Naburimannu, Kidinnu, Soudines
- Grec/hel·lenístic:- Hiparc, Ptolemeu
- Àrab:- Ibn al-Shatir
- Europeu, segles XVI a principis de XX:-
- Tycho Brahe
- Johannes Kepler
- Jeremiah Horrocks
- Ismaël Bullialdus
- John Flamsteed
- Isaac Newton
- Leonhard Euler
- Alexis Clairaut
- Jean d'Alembert
- Tobias Mayer
- Johann Tobias Bürg
- Pierre-Simon Laplace
- Johann Karl Burckhardt
- Peter Andreas Hansen
- Charles-Eugène Delaunay
- Ernest William Brown
- Wallace John Eckert
- Jean Chapront i Michelle Chapront-Touzé

i altres notables astrònoms matemàtics també van fer importants contribucions, incloent: Edmond Halley; Philippe Gustave le Doulcet, Comte de Pontécoulant; John Couch Adams; George William Hill; i Simon Newcomb.
La història es pot considerar que es divideix en tres parts: des de l'antiguitat fins a Newton; el període de la física clàssica (newtoniana); i els desenvolupaments moderns.